# Беристайн, Долорес
Долорес Браво Мансера, в замужестве — Долорес Беристайн (исп. Dolores Bravo Mancera, en el matrimonio Dolores Beristain) (10 мая (или 10 декабря) 1926, Мехико, Мексика — 26 апреля (или 27 апреля) 2010, там же) — мексиканская актриса и певица.

## Биография
Родилась 10 мая (по другим данным 10 декабря) 1926 года в Мехико. Дед актрисы — Габриэль Мансера (1839-1925), являлся филантропом, который скончался за год до рождения своей внучки. В 1942 году дебютировала в качестве певицы, а в 1970 году дебютировала в качестве актрисы и с тех пор снялась в 31 работе в кино и телесериалах. 
Скончалась 26 апреля (по другим данным 27 апреля) 2010 года в Мехико от осложнений ОРВИ.

### Личная жизнь
Долорес Браво Мансера вышла замуж за выдающиеся актёра Артуро Беристайна (1918-62) и родила двоих сыновей — Артуро (1952) и Франсиско и прожила с ним до самой смерти.

## Фильмография

### Теленовеллы и многосезонные ситкомы
- Женщина, случаи из реальной жизни (1985-2007; снялась в 1997 году; эпизод "El landru de guerrero").
- La sombra del otro (1996) .... Concepción "Conchita" de la Riva
- Sentimientos ajenos (1996) .... Graciela
- Clarisa (1993) .... Долорес
- La fuerza del amor (1990) .... Evelyn
- Un rostro en mi pasado (1990) .... Irene
- Новый рассвет (1988-89) .... Адела
- Tiempo de amar (1987)
- Tal como somos (1987)
- El padre Gallo (1986) .... Doña Nati
- La gloria y el infierno (1986) .... Vicenta
- Te amo (1984) .... Aída
- Toda una vida (1981) .... Romualda
- Añoranza (1979)
- Acompáñame (1977) .... Vecina
- Las fieras (1972) .... Nicole
- El dios de barro (1970)

### Художественные фильмы
- Entre la tarde y la noche (1999)
- El tesoro de Clotilde (1998) .... Clotilde
- Adiós mamá (1997) .... Mamá
- Bésame en la boca (1995) .... Abuela
- До смерти[исп.] (1994) .... Чента
- Principio y fin (1993) .... Cleo
- Hugo Argüelles (1990) .... Ella misma
- Рождественская история[исп.] (1989)
- El secreto de Romelia (1988) .... Romelia Orantes
- Un día, una familia, una equis (1986)
- La hermana enemiga (1979)
- María de mi corazón (1979)
- Las noches de Paloma (1978) .... Hermana Teté
- Mil caminos tiene la muerte (1977) .... La Madre
- El moro de Cumpas (1977)
- La palomilla al rescate (1976)
- La vida cambia (1976)
- Espejismo de la ciudad (1976) .... Esposa de Don Fili
- Chin chin el Teporocho (1975)
- El premio Nobel del amor (1973)
- El rincón de las vírgenes (1972) .... Señora Terrones
- Los marcados (1971)

## Награды и премии

### Premios Ariel
| Год  | Категория                   | Фильм          | Итог      |
| ---- | --------------------------- | -------------- | --------- |
| 1995 | Mejor actriz de cuadro      | Hasta morir    | Номинация |
| 1989 | Mejor co-actuación femenina | Секрет Ромелии | Победа    |

### Premios ACE
| Год  | Категория                    | Фильм          | Итог   |
| ---- | ---------------------------- | -------------- | ------ |
| 1990 | Premio ACE a la Mejor Actriz | Секрет Ромелии | Победа |